# Myospila effeminata
Myospila effeminata este o specie de muște din genul Myospila, familia Muscidae, descrisă de John Richard Vockeroth în anul 1972.
Este endemică în Fiji. Conform Catalogue of Life specia Myospila effeminata nu are subspecii cunoscute.